# ADT Corporation
ADT Corporation, (NYSE: ADT), är ett amerikanskt bolag som är leverantör av bland annat elektroniska säkerhets– och brandlarm och kommunikationssystem till privata– och företagsmarknaderna i Nordamerika.